# انتخابات الرئاسة النيجيرية 2015
انتخابات الرئاسة النيجيرية 2015 هي الانتخابات الرئاسية التي جرت في 28 مارس 2015، في نيجيريا، لانتخاب رئيس نيجيريا، فاز بالانتخابات محمد بخاري.